# Кызыл-Джылдыз (Нарынская область)
Кызыл-Джылдыз (кирг. Кызыл-Жьлдыз) — село в Нарынском районе Нарынской области Кыргызстана. Входит в состав Джергеталского аильного округа.
Расположено северо-восточнее от Нарына.
Население в 2009 году составляло 1257 человек.